# De Vlaamsche Leeuw (tijdschrift)
De Vlaamsche Leeuw was een Belgisch Nederlandstalig sluikblad. 

## Geschiedenis
De eerste editie verscheen in november 1915. Hoewel het blad flamingante standpunten innam, liet het zich niet verleiden tot het activisme. Zo nam het sluikblad stelling in tegen de heropening van de Gentse Rijksuniversiteit als vernederlandste instelling door de Duitse gouverneur-generaal Moritz von Bissing (1916) en de oprichting van de Raad van Vlaanderen (1917). Ook riep ze op tot geweldloos verzet tegen de oproeping van werklozen door de Duitse bezetter. De laatste editie van het sluikblad verscheen in november 1918.
Bekende medewerkers waren Alfons Fierens en Louis Deveen.

## Historisch document
- Digitaal archief De Vlaamsche Leeuw (1916 - 1918); The Belgian War Press (CEGESOMA)